# This Is My Time Advance EP
This Is My Time Advance EP es el primer EP de la cantante pop, R&B y actriz Raven-Symoné. Fue lanzado el 1 de enero de 2004 para promocionar el álbum completo. El EP es solamente obtenible en ciertas tiendas y ahora es muy raro..

## Canciones
| N.º   | Título          | Escritor(es)                                                 | Productor(es)           | Duración |  |
| 1.    | «Backflip»      | Kara DioGuardi, Scott Storch                                 | Scott Storch            | 3:53     |  |
| 2.    | «Bump»          | Jay Condiotti, Matthew Gerrard, Robbie Nevil                 | Matthew Gerrard         | 3:28     |  |
| 3.    | «Overloved»     | Diane Warren                                                 | Walter Afanasieff       | 4:11     |  |
| 4.    | «What Is Love?» | Joseph Belmaati, Kara DioGuardi, Mich Hansen, Robyn Carlsson | Kara DioGuardi, J-Spark | 3:46     |  |
| 5.    | «Mystify»       | Jay Condiotti, Matthew Gerrard, Robbie Nevil                 | Matthew Gerrard         | 3:46     |  |
| 19:04 |                 |                                                              |                         |          |  |